# Screwed the Pooch
Screwed the Pooch («Вставить дворняге») — тринадцатая серия третьего сезона мультсериала «Гриффины». Премьерный показ состоялся 29 ноября 2001 года на канале FOX. В России премьерный показ состоялся 14 августа 2002 года на канале Рен-ТВ.

## Сюжет
Семья Гриффинов планирует отправиться в отпуск к богатым родителям Лоис, что очень не нравится Питеру, чей тесть Картер Пьютершмидт ненавидит его. В это время сексуальное влечение Брайана становится очень сильным. Питер и Лоис не придают этому внимания, пока случайно не обнаруживают его мастурбирующим в ванне. Лоис говорит, что это совершенно нормально, и предлагает ему поехать вместе с ними к её родителям, чтобы Брайан отдохнул и расслабился. Поначалу пёс не соглашается, но вскоре присоединяется к Гриффинам.
Сразу по прибытии Картер представляет Брайану свою борзую Сибриз, которую Брайан находит очень привлекательной. Питер присоединяется к Картеру в игре в покер и помогает тестю выиграть CNN, которую в качестве ставки поставил Тед Тёрнер. Этим выигрышем Питер зарабатывает уважение своего тестя и вскоре они вместе с партнёрами по игре в покер Биллом Гейтсом и Майклом Айснером отправляются развлекаться, сшибая почтовые ящики бейсбольной битой.
Хорошим отношениям между Питером и Картером приходит конец, когда на собачьих бегах, в которых участвует Сибриз, Брайан срывается с трибун, бежит к ней и занимается с ней сексом. Сибриз становится беременной и Картер выгоняет Гриффинов из дома. Обидевшись на Брайана, из-за которого Картер больше не хочет видеть Питера, тот решает больше никогда не говорить с псом. Брайан хочет остаться с Сибриз, но Картер не согласен с этим, и Брайан убегает вместе с ней в надежде, что они вместе будут воспитывать щенков.
С помощью Айснера и Гейтса Брайана и Сибриз находят в отеле, в котором они прятались. Дело сводится к суду, где Картер и его адвокаты предоставляют большое количество материалов о прошлом Брайана, что буквально разрушает его шансы на победу. Но во время выступления Питера выясняется, что Брайан знает очень много фактов о детях Питера и Лоис (даже то, что настоящий отец Мэг — Стэн Томпсон). Судья признаёт, что из Брайана получится отличный отец, и решает не лишать его свободы при условии того, что Брайану сделают кастрацию.
В последний момент перед операцией, на которую скрепя сердце согласился Брайан, Лоис с Питером понимают, что щенки не имеют никакого сходства с Брайаном, напротив — они очень похожи на Теда Тёрнера. Удивившись, что Тёрнер — настоящий отец щенков, Картер называет Сибриз шлюхой и бросает её. Понимая, что щенки не его, Брайан отказывается от операции и вместе с Лоис и Питером уходит из госпиталя.
Питер заканчивает серию словами о том, что до этого он был уверен, что собаки откладывают яйца.

## Создание
Автор сценария: Дэйв Коллард и Кен Гоин.
Режиссёр: Пит Мичелс.
Приглашённые знаменитости: Боб Баркер (камео).
На 19 минуте была гэг-отсылка к фильму «Изгоняющий дьявола» (The Exorcist, 1971)